# L'essenziale (singolo Tiromancino)
L'essenziale è un brano musicale dei Tiromancino, estratto come primo singolo dall'album L'essenziale del 2010.

## Il brano
L'essenziale, scritto da Federico Zampaglione e Domenico Zampaglione è stato reso disponibile per il download digitale e per l'airplay radiofonico il 24 settembre 2010, quasi un mese in anticipo rispetto alla pubblicazione dell'album omonimo. Il brano, di atmosfera vagamente jazz fusion, affronta il tema del disagio esistenziale, dei rimpianti e della fragilità umana.

## Video musicale
Il videoclip prodotto per L'essenziale è stato diretto da Dario Albertini.

## Tracce
Download digitale
1. L'essenziale - 4:24